# Ahmed Cemal Eringen
Ahmed Cemal Eringen (Kayseri, Turquia, 15 de fevereiro de 1921 -  7 de dezembro de 2009) foi um engenheiro turco-estadunidense. Foi professor da Universidade de Princeton.

## Obras
- Nonlocal continuum field theories, Springer Verlag 2002
- Microcontinuum field theories, 2 Volumes, Springer Verlag 1999
- com Gérard Maugin: Electrodynamics of continua, 2 Volumes, Springer Verlag 1990
- com Erhan Kiral:  Constitutive equations of nonlinear electromagnetic-elastic crystals, Springer Verlag 1990
- (Editor): Continuum Physics, 4 Volumes, Academic Press, 1974-1976
- com Erdogan S. Suhubi: Elastodynamics, Academic Press, 1974
- Mechanics of Continua, Wiley, 1967
- Nonlinear theory of continuous media, McGraw Hill, 1962